# 泰爾納夫卡 (斯拉夫斯科市鎮)
48°49′1″N 23°23′32″E / 48.81694°N 23.39222°E

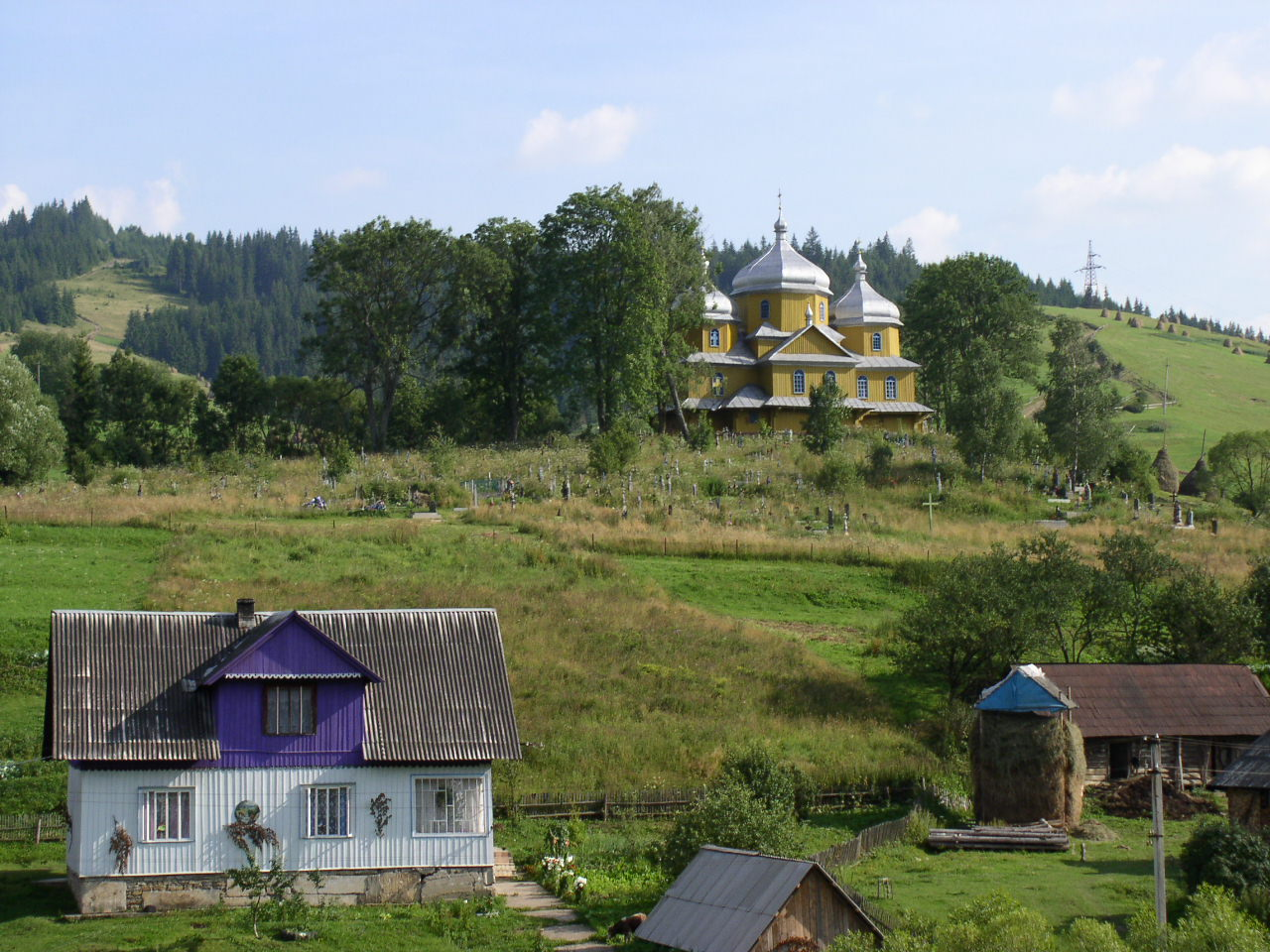
泰爾納夫卡

泰爾納夫卡（烏克蘭語：Тернавка），是烏克蘭西部利維夫州斯特雷區斯拉夫斯科市镇的村莊，始建於1597年，面積1.73平方公里，海拔高度693米，2001年該城鎮人口766。